# Heleia squamiceps
Heleia squamiceps é uma espécie de ave da família Zosteropidae.
É endémica da Indonésia.
Os seus habitats naturais são: regiões subtropicais ou tropicais húmidas de alta altitude.